# Tomgang (sang)
 For alternative betydninger, se Tomgang (flertydig). (Se også artikler, som begynder med Tomgang)
"Tomgang" er en dansk sang skrevet af Shaka Loveless i starten af 2012. Tomgang blev i april 2012 P3s uundgåelige. Sangen handler om et brudt venskab.